# AKB大調查
《AKB大調查》（日语：／ Ēkēbī shirabe */?）是日本富士電視台自2014年10月16日至2015年3月25日，於每星期三24:10至24:35（JST；相當於星期四凌晨0:10至0:35）播出的深夜綜藝節目，為女子偶像團體AKB48的冠名節目之一，由姊妹團體HKT48成員指原莉乃與資深搞笑藝人土田晃之共同主持，是兩人共同主持的另一個AKB48綜藝節目《戀愛總選舉》播畢之後的同時段後繼作品。

## 簡介
《AKB大調查》是一個利用AKB48集團成員人數眾多的優勢，對240名成員進行各種主題不同的問卷調查之後，根據調查結果做成統計排行榜並在節目中披露的節目。節目內容大多在攝影棚內拍攝，由指原莉乃與土田晃之主持（土田主要為協助角色），四至五名不特定的AKB48集團成員參與演出，另外每集還會根據主題邀請一名資深藝人前來擔任特別來賓，一同在攝影棚內邊收看事前錄製剪輯好、對集團成員們的調查採訪影片，邊進行討論講評。
在排行榜的主題方面，被排名的對象並不限於AKB48集團的成員本身，節目中也曾推出過以周邊工作人員乃至於集團外演藝人員等為對象的排名企畫。另外，除了一般的排行調查與披露外，有時也會推出後續的追蹤特集，例如針對2014年11月20日播出的骯髒偶像排行榜第一名、SKE48的谷真理佳，在12月11日播出了打掃自宅的後續特集。

## 演出人員
- 主持人
  - 指原莉乃（HKT48）
  - 土田晃之
- 固定成員
  - AKB48
  - SKE48
  - NMB48
  - HKT48
- 協力演出
  - DJ KOO（日语：DJ KOO）（舞曲團體TRF成員）：在第2集的採訪影片中擔任受訪講評。
  - 狩野英孝（搞笑藝人）：在第3集的採訪影片中擔任過場旁白。
  - 神奈月（日语：神奈月）（模仿藝人）：在第5集的採訪影片中擔任串場，拍攝上榜偶像們的模仿照片。
  - 佐藤佑一（日语：佐藤佑一）（寫真集攝影師）：在第7集的宮前杏實初次泳裝攝影特集中擔任攝影師。
  - 芳田正弘（芳田マサヒロ，筆跡鑑定專家）：透過檢視筆跡來判斷寫字者性格的名人，在第12集的影片中擔任成員筆跡的鑑定人。
  - 高橋史（書法教室經營者）：在第12集的影片中擔任成員筆跡的鑑定人。
  - 山﨑夕貴（富士電視台主播）：擁有書道鑑定10段資格的電視台女主播，在第12集的影片中擔任成員筆跡的鑑定人。
  - 炸彈齊藤（ボンバー斉藤）：全日本摔角（日语：全日本プロレス）裁判，在第16集中擔任競賽裁判。
  - 池引由美：專業香水師（英语：Perfumer），在第18集中協助製作香水軟橡皮擦（英语：Kneaded eraser）以重現入榜成員的體香。

## 節目內容
| 各集節目內容 | 各集節目內容    | 各集節目內容                                        | 各集節目內容                                    | 各集節目內容                            | 各集節目內容    |
| 集           | 播出 日期       | 棚內演出成員                                        | 排名主題                                        | 排名冠軍                                | 特別來賓        |
| ------------ | --------------- | --------------------------------------------------- | ----------------------------------------------- | --------------------------------------- | --------------- |
| 1            | 2014年 10月16日 | 小笠原茉由、名取稚菜 峯岸南、橫山由依               | 讓人陶醉的美乳第一名 （）                       | 上西惠（NMB48）                         | 熊田曜子        |
| 2            | 10月23日        | 北原里英、中村麻里子 峯岸南、橫山由依               | 心目中的唱歌拿手歌手排行榜 （）                 | 西野加奈 （西野カナ）                           | 井森美幸        |
| 3            | 10月30日        | 柏木由紀、川本紗矢 島田晴香、中西智代梨             | 貼身的帥哥工作人員第一名 （）                   | 芝智也                                  | 大久保佳代子    |
| 4            | 11月6日         | 小笠原茉由、柏木由紀 島田晴香、中西智代梨           | 到底那邊的帥哥比較多？帥哥早慶戰 （本当にイケメンが多いのはどっちだ!? イケメン早慶戦）           | 慶應義塾大學                            | 島崎和歌子      |
| 5            | 11月13日        | 小笠原茉由、柏木由紀 島田晴香、中西智代梨           | 憑良心說，好險沒有加入AKB的現役偶像排行榜 （）  | 橋本環奈 （Rev. from DVL成員）          | 鈴木亞美        |
| 6            | 11月20日        | 北原里英、小石公美子 小嶋真子、中西優香 鈴木優民    | 私下是個骯髒偶像大調查 （プライベートヨゴレアイドル一斉調査!!）                     | 谷真理佳（SKE48）                       | 千秋            |
| 7            | 11月27日        | 北原里英、小嶋真子 田野優花、中西優香               | 偶像的第一次寬衣解帶…… （）                     | -                                       | 熊田曜子        |
| 8            | 12月4日         | 加藤玲奈、西野未姫 峯岸南、向井地美音               | 讓人垂涎的美腿排行榜 （）                       | 指原莉乃（HKT48）                       | 神田宇乃 （神田うの）   |
| 9            | 12月11日        | 市川美織、西野未姫 峯岸南、向井地美音               | 骯髒偶像第一名 谷真理佳大掃除計劃 （）          | -                                       | 千秋            |
| 10           | 12月18日        | 小笠原茉由、北原里英 田島芽瑠、中西智代梨           | AKB反應過度女王排行榜 （）                      | 西野未姫（AKB48）                       | 井森美幸        |
| 11           | 2015年 1月8日   | 今晚是總集篇&未公開片段特集 （）                    | 今晚是總集篇&未公開片段特集 （）                | 今晚是總集篇&未公開片段特集 （）        | -               |
| 12           | 1月15日         | 小笠原茉由、北原里英 田島芽瑠、中西智代梨           | 字跡最潦草的AKB成員是誰？ （）                  | 田島芽瑠（HKT48）                       | 坂下千里子      |
| 13           | 1月22日         | 市川美織、加藤玲奈 峯岸南、向井地美音               | 隱藏在新宿二丁目、實在很可惜的帥哥第一名 （）   | 皐月 （）                               | 芭比 （）       |
| 14           | 1月29日         | 內田真由美、上西惠 田島芽瑠、中西智代梨 藤田奈那    | AKB肚臍美人排行榜 （）                          | 上西惠 （NMB48）                        | 伊藤麻子 （）   |
| 15           | 2月5日          | 柏木由紀、小嶋菜月 島田晴香、中西智代梨 武藤十夢    | 豐潤雙唇的成員 （）                             | 小嶋陽菜 （AKB48）                      | 井上和香        |
| 16           | 2月19日         | 大場美奈、柏木由紀 中西智代梨、武藤十夢             | AKB吵架最強成員調查 （） AKB吵架最強決定戰 （） | 島田晴香 （AKB48） 齊藤真木子 （SKE48） | 國生小百合 （） |
| 17           | 2月26日         | 大場美奈、柏木由紀 島田晴香、中西智代梨             | AKB正牌宅女神7 （）                             | 三田麻央 （NMB48）                      | 篠原友惠 （）   |
| 18           | 3月5日          | 大川莉央、大島涼花 高橋朱里、中西智代梨             | 氣味芬芳的AKB成員 （）                          | 高橋南 （AKB48）                        | 芭比            |
| 19           | 3月11日         | 大家志津香、大和田南那 高橋朱里、中西智代梨         | 無論被怎樣都絕對不會生氣的AKB佛7 （）           | 古川愛李 （SKE48）                      | 千秋            |
| 20           | 3月18日         | 小嶋真子、小笠原茉由 高橋朱里、中西智代梨           | 20年後依然能在藝能界生存的AKB成員 （）          | 指原莉乃 （HKT48）                      | 井森美幸        |
| 20           | 3月18日         | 小嶋真子、小笠原茉由 高橋朱里、中西智代梨           | 20年後仍能在藝能界生存的好運開獎！ （）         | 大家志津香 （AKB48）                    | 井森美幸        |
| 21           | 3月25日         | 小嶋真子、小笠原茉由 高橋朱里、中西智代梨、島田晴香 | AKB讓人沈醉美臀第一名 （）                      | 渡邊麻友 （AKB48）                      | 熊田曜子        |

備註：
1. ↑  此特集是節目第1集「美乳排行榜」的後續追蹤，貼身跟拍了在排行榜中獲得第三名、但在過去從未拍過泳裝攝影作品的SKE48成員宮前杏實首次的泳裝攝影歷程。跟拍當時所進行的攝影被刊載於12月29日發刊的《ENTAME》與《BUBKA（日语：ブブカ (雑誌)）》兩本雜誌上。
2. ↑  第6集「骯髒偶像排行榜」的後續特集，製作團隊邀請了專業的居家清潔公司前往排行第一名、SKE48成員谷真理佳的住處強制進行大掃除，並且模仿朝日電視台居家修繕節目《全能住宅改造王》的橋段比較打掃前後的變化落差。與谷曾經是中學同學的好友、AKB48的中西智代梨也參與了外景拍攝。
3. ↑  除了一般的排行榜披露外，節目後半段也播放了一段由排行榜前三名的西野未姬、柏木由紀與谷真理佳三人演出的驗證影片「假如反應過度成員們來玩黑鬍子危機一發（日语：黒ひげ危機一発）會變成怎樣？」
4. ↑  在新宿二丁目同性戀酒吧中工作的店員。
5. ↑  成員投票第一名。
6. ↑  在由石田安奈、今田美奈、岸野里香、齊藤真木子、島田晴香五名成員進行的對抗賽中勝出。

## 外部連結
- 節目官方網頁（页面存档备份，存于）（富士電視台）（日語）